# Homer's Triple Bypass
"Homer's Triple Bypass" ("As três safenas de Homer" (português brasileiro)) é o décimo primeiro episódio da quarta temporada do seriado de animação The Simpsons. Foi exibido originalmente em 17 de dezembro de 1992 na Fox nos Estados Unidos.
No episódio, Homer Simpson começa a ter dores no peito e sofre um ataque cardíaco após o seu chefe gritar com ele no trabalho. Dr. Hibbert diz a Homer que ele precisa de uma tripla cirurgia de ponte de safena para se salvar. O episódio foi escrito por Gary Apple e Michael Carrington e dirigido por David Silverman.

## Enredo
Depois de ser alertado por Marge sobre a sua alimentação pouco saudável, Homer sente dores no peito, que retornam na manhã seguinte. Marge lhe oferece um café da manhã de aveia, mas ele opta por ovos e bacon, em seguida, se dirige ao trabalho. No caminho ao trabalho, Homer sente que sua dor no peito piora, mas ele acredita que foi uma pancada que levou dentro do carro. Ele, então, decide fazer uma parada em uma garagem, onde a dor é aliviada. Um mecânico lhe alerta sobre a possibilidade de ser seu coração a causa do problema, mas Homer acaba lhe ignorando. No trabalho, Sr. Burns adverte Homer pelo seu mau desempenho e lhe ameaça uma demissão. Após a advertência do Sr. Burns, Homer sofre um ataque cardíaco, mas recupera a consciência após algumas queimaduras que sofreu. Então, após recuperar sua consiência, Homer pede ao Smithers para Marge lhe enviar um pedaço de presunto. Marge não atende seu pedido, para o desgosto de Homer.
Homer é enviado para um hospital, recebendo a visita de Marge, Patty e Selma. Então, o Dr. Hibbert informa a Homer que ele precisa de uma  cirurgia de ponte de safena, o que lhe custará 30.000 dólares. Ao ouvir isso, Homer tem um outro ataque cardíaco, o que aumenta o preço para 40.000 dólares. Ao descobrir uma maneira para pagar a operação, Marge pergunta para Homer se ele pode usar o seguro de saúde que a usina nuclear oferece, mas Homer diz a ela que os trabalhadores deram todo o seu seguro de saúde para a compra de uma máquina de pinball, que se localiza na sala dos funcionários. Homer então tenta fazer um seguro de saúde pela "Companhia de Seguros Viúva Alegre", o que é negado, pois ele teve um ataque cardíaco um pouco antes de assinar a apólice. Incapaz de pagar por uma cirurgia no hospital, Marge e Homer assistem a um comercial do Dr. Nick Riviera, um cirurgião incompetente que iria executar qualquer operação por 129,95 dólares. Não encontrando outra alternativa, Homer decide optar pelo serviço mais barato.
Pouco antes da cirurgia, o Dr. Nick, familiarizado com o processo, aluga um vídeo instrutivo, que retrata as etapas mais importantes do processo, gravados em um talk show chamado "As pessoas que se parecem com coisas". Durante a operação, o Dr. Nick percebe que ele não sabe o que fazer. Lisa, que está assistindo a operação no anfiteatro, usa seus conhecimentos de cardiologia para guiar o Dr. Nick. A cirurgia é bem sucedida, e Homer realiza uma recuperação completa.

## Produção
James L. Brooks criou o episódio. Em sua criação, os escritores se sentiram um pouco desconfortáveis, porque o tema do episódio poderia ser muito pesado para o estilo da série. A equipe de produção decidiu que David Silverman dirigiria o episódio e que ele iria "dar graça" e torná-lo divertido. O pai de Mike Reiss, que é médico, atuou como consultor médico para o episódio.
O episódio foi concluído com Homer comendo uma pizza em sua cama de hospital, após a operação, e com a Marge perguntando para uma enfermeira de onde a pizza tinha vindo. Isso reflete uma cena anterior de flashback onde retrata o Vovô Simpson observando Homer, quando criança, mastigando um pedaço de pizza no hospital. A cena foi substituída para uma em que a Família Simpson estava torcendo por ele enquanto está em tratamento intensivo.